# Spider’s Web (singel)
Spider’s Web – szósty singel pochodzącej brytyjskiej piosenkarki Katie Meluy, trzeci z jej drugiego albumu pt. Piece by Piece.
Utwór został napisany przez samą Katie krótko po rozpoczęciu działań wojennych w Iraku i powszechnie uważa się, iż mówi on o różnicach między dobrem a złem. Został okrzyknięty piosenką tygodnia w dniu swojego wydania, co wywołało opinię o tym, iż Melua jest o wiele bardziej utalentowaną pisarką tekstów aniżeli Mike Batt, który napisał słowa do większości jej jazzowo-bluesowych utworów.
Teledysk do piosenki odnosi się do filmu Lista Schindlera.
Singel osiągnął większy sukces na kontynencie niż na wyspach, gdzie dotarł do zaledwie 52. miejsca na liście UK Singles Chart.

## Lista utworów
1. Spider’s Web
2. Spider’s Web [wersja Live]
3. Cry, Baby Cry – John Lennon/Paul McCartney

## Zespół
- Katie Melua – wokal prowadzący, gitara
- Chris Spedding – gitara
- Jim Cregan – gitara
- Mike Batt – fortepian
- Tim Harries – gitara basowa
- Henry Spinetti – perkusja
- Dominic Glover – trąbka
- Mike Darcy – skrzypce
- Martin Ditcham – instrumenty perkusyjne
- Chris Karan – instrumenty perkusyjne
- The Irish Film Orchestra – wykonanie orkiestracji; dyrygent orkiestry: Mike Batt

## Pozycje na listach
| Lista               | Kraj       | Pozycja |
| ------------------- | ---------- | ------- |
| Ultratop 50         | Belgia     | 16      |
| MegaCharts          | Holandia   | 50      |
| Schweizer Hitparade | Szwajcaria | 54      |